# Joseph Maria Arthur Nahon
Joseph Maria Arthur Nahon  (Gulpen, 3 juni 1898  - Noorbeek, 1 mei 1952) was een Nederlands bestuurder. 
In 1926 werd hij de gemeentesecretaris van Noorbeek en in 1935 werd hij daar de burgemeester. Op 12 september 1944 was Noorbeek de eerste gemeente in Nederland die compleet bevrijd was van de Duitse bezetting. Burgemeester Nahon stak daarop die dag de Nederlandse vlag uit en stuurde telegrammen naar koningin Wilhelmina en de Amerikaanse president Roosevelt. Het nieuws van de bevrijding ging als een lopend vuurtje door de rest van het land en het gemeentehuis van Noorbeek werd bestookt met telefoontjes uit de rest van het land, omdat men niet kon geloven dat delen van het land al bevrijd waren. Tijdens zijn burgemeesterschap overleed Nahon in 1952 op 53-jarige leeftijd.